# Monte Frío
 Monte Frío es un poblado que está situado en el municipio de San Juan Tamazola. Monte Frío está a 2256 metros de altitud.

## Geografía
Está ubicada a 17°07'08" latitud norte y 97°11'32" longitud oeste.

## Población
Según el censo de población de INEGI del 2010: la comunidad cuenta con una población total de 325 habitantes, de los cuales 164 son mujeres y 161 son hombres. Del total de la población 75 personas hablan el mixteco, divididos en 36 hombres y 39 mujeres.

## Ocupación
El total de la población económicamente activa es de 71 habitantes, de los cuales 64 son hombres y 7 son mujeres.